# Dimensional Holofonic Sound
Dimensional Holofonic Sound (D.H.S. of DHS) is het pseudoniem van de muzikant Benjamin Stokes. Onder de naam D.H.S. maakt hij voornamelijk (acid) house en techno met breakbeats. D.H.S. werd vooral bekend door de clubhit House Of God uit 1990. Het is een minimalistisch housenummer dat vrijwel geheel bestaat uit drumcomputer en stemsamples van religieuze boodschappen. Van het nummer verscheen een aantal remixen, onder andere ter gelegenheid van de 10de en 20ste verjaardag van het nummer.
The Subs gebruikte dit nummer ook als sample in hun nummer "Music is the new Religion". Vanaf 1993 bracht D.H.S. geen nieuwe platen meer uit maar kwam in 2001 nog terug met een ep en in 2002 met de lp Attention Earth People.
Naast zijn werkzaamheden voor Dimensional Holofonic Sound was Stokes lid van Meat Beat Manifesto en regisseerde hij videoclips voor DJ Shadow, The Orb, Meat Beat Manifesto, Public Enemy en De La Soul. Met Jack Dangers beheert hij het platenlabel Tino Corp. 